# Figura que vuela
La Figura que vuela, también conocida como la pequeña mártir, es una obra de yeso perteneciente al Museo Rodin, anteriormente en La Exposición Universal Abarcando épocas, desde la edad de bronce.
Está formada por el cuerpo etéreo de una mujer tumbada hacia arriba.